# Aborto en Quintana Roo
La Interrupción Legal del Embarazo en Quintana Roo refiere al status legal que tiene la llamada ILE en ese estado mexicano, donde el aborto inducido está totalmente despenalizado desde octubre de 2022, a petición de cualquier mujer gestante en la entidad hasta la duodécima semana; además de las causales de violación, imprudencial, peligro de muerte, daño a la salud y alteración al producto.
Quintana Roo es la decimoprimera entidad federativa en México en despenalizar el aborto, y la séptima en armonizar sus leyes desde las jurisprudencias de 2021 y 2023 de la Suprema Corte de Justicia de la Nación (acciones de inconstitucionalidad AI 148/2017, AI 106/2018, AI 107/2018 y AI 54/2018; amparo en revisión AR 267/2023). La armonización de su Constitución y su Ley de Salud aún está pendiente por lo que se deberían utilizar los lineamientos federales para subsanar los vacíos y lagunas jurídicas sobre diversos temas y protocolos.

## Marco normativo actual
|  |  |
|  |  |

### Regulación constitucional
| Artículo | Concepto                                                                                  | Descripción |
| -------- | ----------------------------------------------------------------------------------------- | --- |
| 13.º     | Título Segundo. De los Derechos Humanos y sus garantías. Capítulo Único. Párrafo primero. | El Estado de Quintana Roo reconoce, protege y garantiza el derecho a la vida de todo ser humano, al sustentar expresamente que desde el momento de la concepción entra bajo la protección de la ley y se le reputa como sujeto de derechos para todos los efectos legales correspondientes, hasta su muerte. Salvo las excepciones que establezca la ley. Inválida de manera general por precedente de la SCJN (acciones de inconstitucional AI 106/2018 y AI 107/2018) |

### Regulación penal
| Artículo | Concepto                         | Descripción |
| -------- | -------------------------------- | --- |
| 92.º     | Definición de aborto.            | Después de la semana 12 de gestación la cual inicia después de la implantación del embrión en el endometrio. |
| 133.º    | Sanciones por aborto consentido. | Gestante y Colaborador: 6 meses a 2 años de prisión. Solo después del límite legal (sanciones inválidas por sentencia AI 148/2017 de la SCJN). |
| 134.º    | Definición de aborto forzado.    | Interrupción del embarazo sin consentimiento de la mujer o la persona gestante en cualquier momento de la gestación. |
| 134.º    | Sanciones por aborto forzado.    | 3 a 8 años de prisión (si se emplea violencia aumenta de 4 a 9 años de prisión). |
| 135.º    | Sanciones por aborto específico. | Suspensión profesional de 2 a 5 años además de las sanciones de cárcel correspondientes (personal de medicina, enfermería o matronería). Por aborto consentido después del límite legal (sanciones inválidas por sentencia AI 148/2017 de la SCJN) o por aborto forzado. |
| 136.º    | Causales del aborto legal        | No punibilidad (concepto inválido por sentencia AI 148/2017 de la SCJN) en: I libre voluntad en las primeras 12 semanas de embarazo, III alteración al producto, IV peligro de muerte y daño a la salud. |
| 136.º    | Causales del aborto legal        | En las fracciones III y IV sólo se necesita el juicio de una o un profesional de la medicina. La fracción II (violación) fue derogada, sin embargo, el aborto legal para víctimas de agresión sexual es un derecho que puede ejercerse en cualquier momento del embarazo, sin presentar denuncia previa o sin contar con autorización del Ministerio Público como indica la normativa federal (NOM-046-SSA2-2005 y Ley General de Víctimas). |

## Historia

### Despenalización
El 4 de marzo de 2021, la XVI legislatura del Congreso del Estado de Quintana Roo, intentó, sin éxito, despenalizar y legalizar el aborto electivo hasta el primer trimestre de embarazo. El dictamen no prosperó ya que el grupo parlamentario del Movimiento de Regeneración Nacional, mayoritario en el congreso local y autopercibido como de izquierda en el espectro político mexicano, se dividió y una parte de este decidió no impulsar la reforma. Hubo 13 votos en contra (en su mayoría de Morena, Partido Acción Nacional, Partido Revolucionario Institucional y Partido Verde Ecologista de México), 7 votos a favor (en su mayoría de Movimiento Auténtico Social y Morena) y 5 abstenciones (en su mayoría de Movimiento Ciudadano y Morena). Si bien la propuesta contaba con una ligera ventaja durante su discusión en las distintas comisiones (de Puntos Constitucionales, de Justicia, de Salud y Asistencia Social, de Derechos Humanos así como para la Igualdad de Género), el día 23 de febrero de ese mismo año, la diócesis de Cancún-Chetumal mostró su descontento e incomodidad a través de varios mensajes, lo que pudo haber influenciado el voto de los legisladores locales.
En uno de los comunicados, el obispo Pedro Pablo Elizondo Cárdenas (ligado a los Legionarios de Cristo) expresó que "los católicos no votamos por los candidatos que apoyan el aborto". Debido a que esta declaración se dio en la antesala de las elecciones intermedias de 2021, diversas organizaciones feministas denunciaron a este personaje ante la Fiscalía General del Estado de Quintana Roo y la Fiscalía Especializada para la atención de los Delitos Electorales (Fepade) al realizar proselitismo político que transgrediría el principio constitucional de separación del Estado y la Iglesia (como señala el artículo 14.º de la Ley de Asociaciones Religiosas y Culto Público). De esta manera, fue sancionado el 18 de noviembre de ese año por la Sala Regional del Tribunal Electoral del Poder Judicial de la Federación, junto a otros sacerdotes que incurrieron en delitos similares en otras partes del país. Así, correspondía a la Secretaría de Gobernación federal (Segob) imponer una amonestación pública o una multa de hasta 3 millones de pesos. Sin embargo, el 19 de enero de 2022, la Sala Superior del TEPJF únicamente le revocó el castigo a él pues su mensaje fue ambiguo por lo que no sería posible identificar a una fuerza política a la que se intentara beneficiar o perjudicar políticamente.
De nuevo, el 7 de octubre de 2021 (después de las sentencias AI 148/2017, AI 106/2018 y AI 107/2018 de la SCJN), las diputadas Ana Pamplona (del PRD, quien votó a favor en marzo de 2021) y Tyara Schleske (del PVEM, quien se abstuvo en marzo de 2021) presentaron un nuevo dictamen, ante la XVI legislatura del Congreso local, para solamente despenalizar el aborto electivo hasta la semana 12 de gestación. Se necesitaba la aprobación unánime de las comisiones de Justicia (donde no sucedió), de Derechos Humanos y de Salud y Asistencia Social (donde sí ocurrió). Así, la propuesta quedó congelada de manera indefinida.
Finalmente, fue hasta el 26 de octubre de 2022, cuando la XVII legislatura del Congreso local, a través de una única votación, modificó diversas disposiciones de su Código Penal. El sufragio fue nominal por lo que se hizo registrando la identidad de los legisladores en las actas de sesión de ese día. Votaron a favor 19 legisladores, 3 lo hicieron en contra y 3 se abstuvieron. Los cambios fueron finalmente publicados con el decreto número 004 en el Periódico Oficial, sin ninguna objeción por parte de la gobernadora Mara Lezama Espinosa, el día 28 de octubre para entrar en vigor un día después.
| Fecha de ingreso:                     | 13 de octubre de 2022                                         |
| Promotores/as:                        | Diputadas y diputados del Movimiento de Regeneración Nacional |
| Comisiones revisoras:                 | Ninguna. Fue atendida de obvia y urgente.                     |
| Fecha de votación en el pleno:        | 26 de octubre de 2022                                         |
| Resultado de la votación en el pleno: | 19 a favor. 3 en contra. 3 abstenciones.                      |

| Partido                              | A favor | En contra | Abstención |
| ------------------------------------ | ------- | --------- | ---------- |
| Fuerza por México                    | 1       | -         | -          |
| Movimiento Auténtico Social          | 1       | -         | -          |
| Movimiento Ciudadano                 | -       | -         | 1          |
| Movimiento de Regeneración Nacional  | 9       | -         | 1          |
| Partido Acción Nacional              | -       | 1         | -          |
| Partido Revolucionario Institucional | -       | 1         | -          |
| Partido del Trabajo                  | 3       | -         | -          |
| Partido Verde Ecologista de México   | 5       | 1         | 1          |
| Total                                | 19      | 3         | 3          |

## Datos

### Estadísticas
Hasta la fecha y al igual que las otras entidades, a excepción de la CDMX, tanto la secretaría de salud como los servicios de salud del estado (SESA) aún no pública, de manera accesible y constante, información sobre el número de procedimientos (totales, por año o por unidad de atención), sobre las usuarias o los usuarios (procedencia, edad, nivel educativo, estado civil, ocupación, número de hijos o semanas de gestación) o sobre el tipo de procedimiento.
Únicamente, por datos obtenidos mediante solicitudes de transparencia elaboradas por el Grupo de Información en Reproducción Elegida, se sabe que hasta enero de 2023 sólo se han realizado 7 procedimientos.

### Unidades, procedimientos y requisitos
Hasta la fecha y al igual que las otras entidades, a excepción de la CDMX, tanto la secretaría de salud como los servicios de salud del estado (SESA) aún no ha facilitado la información sobre procedimientos, requisitos o unidades de atención.
Según el Directorio de Servicios de Aborto Seguro, programa federal a cargo del Centro Nacional de Equidad de Género y Salud Reproductiva (CNEGSR), existen 3 unidades (hospitales o clínicas) pertenecientes al sistema de salud local para atender los casos, los cuales son:
- Hospital Materno Infantil Morelos, ubicado en la colonia Centro de la ciudad de Chetumal.
- Hospital General de Playa del Carmen, ubicado en la colonia Ejido de la ciudad de Playa del Carmen.
- Hospital Integral de Isla Mujeres, ubicado en la colonia La Gloria de la ciudad de Isla Mujeres.

Y 1 unidad (hospital o clínica) del ISSSTE, el cual es:
- Clinica Hospital ISSSTE Chetumal, ubicado en la colonia Rafael E. Melgar de la ciudad de Chetumal.

También se han instalado otras clínicas privadas en las principales ciudades de la entidad.
Como indica la guía federal del Lineamiento Técnico para la atención del Aborto Seguro en México (siguiendo los estándares de la Organización Mundial de la Salud), en la actualidad, el legrado uterino instrumental se considera obsoleto, nocivo y está totalmente desaconsejado. En su lugar, los protocolos federales sugieren dos abordajes para interrumpir embarazos de manera segura y de calidad, siempre y cuando se realicen bajo las condiciones médicas correctas y en un contexto de legalidad:
- Aborto farmacológico, con el uso de mifepristona y misoprostol por diferentes vías (vestibular, vaginal o sublingual) ya sea combinado (ambas sustancias) o de manera individual (misoprostol únicamente). Ambos medicamentos provocan dilatación del cérvix y contracciones uterinas que contribuyen a la expulsión de su contenido. La dosis y vía de administración del tratamiento depende de las semanas de gestación o del antecedente de cirugías uterinas previas. Se considera no invasivo por lo que no necesita de un antibiótico profiláctico (previo a la intervención). En el régimen combinado (comparado con el individual) el tiempo para la resolución del aborto es menor (en horas o días) y suele haber menos molestias posteriores. Su éxito terapéutico podría disminuir conforme aumenta la edad gestacional. Antes de la semana 10, el procedimiento puede realizarse total o parcialmente autogestionado y con una asesoría o vigilancia mínima (ya sea por prestador/a de servicios de salud o por colectiva de acompañamiento). En cambio, entre la semana 10 y 12 se requiere mayor seguimiento y vigilancia por el personal especializado. Está contraindicado en presencia de inestabilidad hemodinámica y sepsis.
- Aborto quirúrgico, a través de la succión del producto con la ayuda de instrumentación médica de operación manual o eléctrica (como cánulas, tubos o bombas). Sí precisa de antibiótico profiláctico (previo a la intervención), así como de bloqueo paracervical y analgésicos. Las molestias posteriores serían mínimas y la resolución del aborto es inmediata. También es conocido como aspiración endouterina y es la primera elección cuando hay presencia de inestabilidad hemodinámica y sepsis.

Al tratarse de procedimientos médicos, se tiene la posibilidad de presentar pequeñas molestias que pueden controlarse satisfactoriamente si se toman las medidas preventivas y se sigue fielmente las recomendaciones del personal especializado. Estas pueden ser dolor cólico y sangrado transvaginal, ligeramente mayor a lo experimentado en una menstruación. La intensidad de lo anterior disminuirá de manera progresiva, aunque podría continuar en menor cantidad y de manera esporádica durante las primeras 4 a 6 semanas. También se puede experimentar algo de fiebre en las primeras 24 horas, la cual cederá con la ingesta de antipiréticos. Así mismo, para evitar el riesgo de infección, se deberán tomar medidas de higiene vaginal y no se recomienda tener relaciones sexuales en un periodo aproximado de dos semanas.
Igualmente, existe una pequeña posibilidad, y bastante infrecuente, de experimentar algunos riesgos. De esta manera, la o el paciente deberá buscar atención médica inmediata ante los siguientes datos de alarma: ausencia de sangrado o cantidad mínima de este (sobre todo entre las primeras 4 a 6 horas posteriores ya que puede indicar fallo en el procedimiento o un embarazo ectópico), un sangrado persistente y progresivo (que empape más de dos toallas higiénicas por hora durante dos horas consecutivas), secreción fétida, debilidad, mareo, reacciones alérgicas a algún medicamento (como exantemas o edemas faciales o bucales), así como fiebre o malestar general después de las primeras 24 horas.
En el primer trimestre, los procedimientos siempre deberían ser ambulatorios, por lo que pueden realizarse en cualquier unidad de primer nivel (centros de salud o clínicas familiares). En el segundo trimestre se requeriría de atención intrahospitalaria, por lo que pueden realizarse en cualquier unidad de segundo nivel (hospitales generales o regionales).
Así mismo, el Lineamiento Técnico para la atención del Aborto Seguro en México hace hincapié en dos leyes federales fundamentales: la NOM-046-SSA2-2005 y la Ley General de Víctimas (LGV). Estas dos últimas normatividades señalan que para acceder a la Interrupción Voluntaria del Embarazo (en caso de violación) no se necesita presentar denuncia previa ante el Ministerio Público o contar con la autorización de éste. Debido al principio de buena fe, el único requisito es una solicitud por escrito bajo protesta de decir la verdad, en la que se manifiesta que dicho embarazo es producto de una violación. El personal de los servicios de salud no está obligado a verificar el dicho de las y los solicitantes. Las personas menores de 12 años requieren autorización de madre, padre, tutor o representante legal. En cambio, las y los menores de edad, pero mayores de 12 años ya no necesitan de aquel permiso (pueden tomar la decisión de manera autónoma). Finalmente, ni la LGV ni la NOM-046-SSA2-2005 establecen límites gestacionales para hacer valer el derecho al aborto cuando existe una agresión sexual. La misma SCJN ha emitido sentencias que validan todo lo anterior (amparos en revisión AR-601/2017, AR-1170/2017, AR-438/2020 y AR-438/2020; controversias constitucionales CC 53/2016 y CC 45/2016).
Finalmente y posterior a la consejería, las y los pacientes tendrían que llenar y firmar formatos sobre el consentimiento informado pues representa el principal instrumento jurídico y ético para que la persona sea dueña efectiva de sus decisiones, como corresponde a su dignidad y autonomía. A través de este documento, las personas usuarias del servicio otorgarán o no su autorización para cada uno de los procedimientos (como la modalidad de abordaje o el método anticonceptivo posterior), las posibles alternativas o los probables riesgos. Así mismo, las y los pacientes tienen el derecho y facultad de poder revocarlo si así lo quieren. En caso de personas con discapacidad transitoria o permanente, el consentimiento informado debería ser suscrito por el familiar más cercano o el tutor / representante legal. En casos extremos, cuando no exista acompañante y la persona usuaria cuenta con una discapacidad, el personal médico (previa valoración y con el acuerdo de por lo menos dos profesionales) podrían otorgar el consentimiento informado.